# Lauter (Glan)
Die Lauter, in Unterscheidung zur südpfälzischen Wieslauter auch als Waldlauter bezeichnet, ist ein 39,4 km langer, rechter Nebenfluss des Glan in Rheinland-Pfalz in Deutschland. Die Lauter entspringt im Pfälzerwald, durchfließt die Kaiserslauterer Senke und strebt dann dem Glan durch das Nordpfälzer Bergland zu.

## Geographie

### Verlauf
Die Lauter entspringt etwa 3 km südöstlich von Kaiserslautern unweit der Landesstraße 504 auf einer Höhe von 249 m ü. NHN. Ihr Wasser entfließt der Lauterspring am sogenannten Hungerbrunnen. Von dort fließt es entlang der Landesstraße in Richtung Norden und erreicht das Stadtgebiet von Kaiserslautern, in dem es kanalisiert und zumeist unterirdisch verläuft. Im Gartenschaugelände wurde ein künstlicher Quellteich angelegt, von dem aus die „Neue Lauter“ den Neumühlpark durchquert. Die verrohrte Lauter und die „Neue Lauter“ vereinigen sich am nördlichen Stadtrand bei einer Kläranlage. Von dort fließt die Lauter überwiegend in nordwestlicher Richtung über Otterbach, Katzweiler, Hirschhorn/Pfalz, Untersulzbach, Olsbrücken, Kreimbach-Kaulbach, Wolfstein, Oberweiler-Tiefenbach, Heinzenhausen und Lohnweiler, um in Lauterecken – dessen Name sich auf das Flüsschen bezieht –  auf 159 m ü. NHN rechtsseitig in den Glan zu münden.
Auf ihrem 39,4 km langen Weg überwindet die Lauter einen Höhenunterschied von 90 m, was einem mittleren Sohlgefälle von 2,3 ‰ entspricht. Dabei entwässert der Fluss ein 275,649 km² großes Einzugsgebiet über Glan, Nahe und Rhein zur Nordsee.

### Nebenflüsse
Längster Nebenfluss der Lauter ist der 12,3 km lange Eselsbach. Die 10,3 km lange Mooslauter hat jedoch mit 50,517 km² das größere Einzugsgebiet.
Im Folgenden werden die Nebenflüsse der Lauter in der Reihenfolge von der Quelle zur Mündung genannt, die von der Wasserwirtschaftsverwaltung Rheinland-Pfalz geführt werden. Angegeben ist jeweils die orografische Lage der Mündung, die Länge,, die Größe des Einzugsgebiets die Höhenlage der Mündung und die Gewässerkennzahl.
| Name           | Lage   | Länge in km | EZG in km² | Mündungshöhe in m ü. NHN | GKZ        |
| -------------- | ------ | ----------- | ---------- | ------------------------ | ---------- |
| Hammerbach     | links  | 3,2         | 3,813      | 233                      | 25466-2    |
| Eselsbach      | rechts | 12,3        | 27,888     | 226                      | 25466-4    |
| Otterbach      | rechts | 9,1         | 29,564     | 217                      | 25466-6    |
| Frauenwiesbach | links  | 4,4         | 10,344     | 215                      | 25466-72   |
| Kohbach        | links  | 1,5         | 0,820      | 214                      | 25466-732  |
| Eimerbach      | links  | 1,1         | 1,092      | 214                      | 25466-734  |
| Becherbach     | rechts | 5,5         | 5,080      | 211                      | 25466-74   |
| Mehlbach       | rechts | 5,0         | 3,718      | 210                      | 25466-76   |
| Lauterbach     | rechts | 4,7         | 4,259      | 209                      | 25466-78   |
| Mooslauter     | links  | 10,3        | 50,517     | 209                      | 25466-8    |
| Wohlbach       | rechts | 2,4         | 1,979      | 209                      | 25466-9112 |
| Sulzbach       | links  | 2,3         | 3,603      | 207                      | 25466-912  |
| Rutzenbach     | rechts | 3,3         | 2,808      | 205                      | 25466-914  |
| Holzgraben     | rechts | 1,9         | 2,865      | 204                      | 25466-9192 |
| Frankelbach    | links  | 3,8         | 5,085      | 203                      | 25466-92   |
| Kaulbach       | links  | 2,0         | 1,545      | 202                      | 25466-9312 |
| Kreimbach      | rechts | 1,9         | 3,207      | 200                      | 25466-932  |
| Schmeißbach    | links  | 1,7         | 1,119      | 196                      | 25466-934  |
| Lammelbach     | links  | 1,8         | 1,923      | 194                      | 25466-9392 |
| Selbach        | links  | 1,5         | 1,781      | 190                      | 25466-952  |
| Roßbach        | rechts | 3,1         | 3,124      | 190                      | 25466-94   |
| Breitbach      | rechts | 2,8         | 3,747      | 187                      | 25466-954  |
| Königsbach     | links  | 2,9         | 3,349      | 179                      | 25466-96   |
| Mausbach       | links  | 2,0         | 2,155      | 166                      | 25466-98   |

Anmerkungen zur Tabelle
1. ↑  Gewässerkennzahl, in Deutschland die amtliche Fließgewässerkennziffer mit zur besseren Lesbarkeit eingefügtem Trenner hinter dem Präfix, das einheitlich für den allen gemeinsamen Vorfluter Lauter steht.

## Umwelt
Die Lauter zählt im Oberlauf zu den feinmaterialreichen, silikatischen Mittelgebirgsbächen (Typ 5.1). Ab der Mündung des Frauenwiesbachs zählt die Lauter zu den fein- bis grobmaterialreichen, silikatischen Mittelgebirgsflüssen (Typ 9). Die Gewässerstruktur ist überwiegend stark bis vollständig verändert. Unterhalb von Oberweiler-Tiefenbach wird die Strukturgüte mit deutlich bis stark verändert angegeben. Die Gewässergüte wird auf den Abschnitten Kaiserslautern bis Katzweiler und Olsbrücken bis Wolfstein mit kritisch belastet, im Übrigen mit mäßig belastet angegeben (Stand 2005).
Im Anschluss an den Bereich der Kläranlage, also  zwischen Kaiserslautern und Otterbach, befindet sich ein renaturierter Abschnitt.

## Infrastruktur
Das Lautertal nördlich von Kaiserslautern ist ein landwirtschaftlich geprägtes, breites Wiesental. Es wird von der B 270 und von der eingleisigen Lautertalbahn Kaiserslautern-Lauterecken erschlossen. Einmal im Jahr (Anfang August) wird das Lautertal zwischen der nördlichen Stadtgrenze Kaiserslauterns und Lauterecken von 9:00 – 18:00 Uhr für den motorisierten Verkehr gesperrt (Autofreies Lautertal) und steht an diesem Tag den Radfahrern, Skatern, Fußgängern usw. zur Verfügung.